# MTV Movie Awards 2006
MTV Movie Awards 2006 — церемония вручения кинонаград канала MTV, которая в этом году прошла в здании Sony Pictures Studio, (Калвер Сити, Лос-Анджелес, Калифорния, США). Ведущим церемонии была Джессика Альба.

## Статистика
Фильмы, получившие наибольшее число номинаций.
| Фильм                                                                                 | номинации |
| ------------------------------------------------------------------------------------- | --------- |
| Незваные гости / Wedding Crashers                                                     | 5         |
| 40-летний девственник / The 40 Year Old Virgin                                        | 5         |
| Бэтмен: Начало / Batman Begins                                                        | 3         |
| Город грехов / Sin City                                                               | 3         |
| Суета и движение / Hustle & Flow                                                      | 3         |
| Гарри Поттер и Кубок огня / Harry Potter and the Goblet of Fire                       | 3         |
| Звёздные войны. Эпизод III: Месть ситхов / Star Wars Episode III: Revenge of the Sith | 3         |

## Победители и номинанты
Победители написаны первыми и выделены жирным шрифтом.

### Лучший фильм
- Незваные гости /Wedding Crashers/
- Кинг Конг /King Kong/
- Бэтмэн: Начало /Batman Begins/
- Город грехов /Sin City/
- 40-летний девственник /The 40 Year Old Virgin/

### Лучший актёр или актриса
- Джейк Джилленхол /Горбатая гора/
- Риз Уизерспун /Переступить черту/
- Хоакин Феникс /Переступить черту/
- Терренс Ховард /Суета и движение/
- Стив Карелл /40-летний девственник/
- Рэйчел Макадамс /Ночной рейс/

### Лучшая роль в фильме ужасов/триллере
- Дженнифер Карпентер /Шесть демонов Эмили Роуз/
- Дакота Фэннинг /Война миров/
- Рэйчел Николс /Ужас Амитивилля/
- Пэрис Хилтон /Дом восковых фигур/
- Дерек Ричардсон /Хостел/

### Лучший герой
- Кристиан Бейл /Бэтмэн: Начало/
- Юэн Макгрегор /Звёздные войны. Эпизод III: Месть ситхов/
- Кейт Бекинсейл /Другой мир 2: Эволюция/
- Джессика Альба /Фантастическая четверка/
- Дэниел Рэдклифф /Гарри Поттер и Кубок огня/

### Лучшая сексуальная роль
- Джессика Альба /Город грехов/
- Роб Шнайдер /Мужчина по вызову 2/
- Джессика Симпсон /Придурки из Хаззарда/
- Бейонсе Ноулз /Розовая пантера/
- Цзыи Чжан /Мемуары гейши/

### Прорыв года
- Айла Фишер /Незваные гости/
- Андре Бенджамин /Кровь за кровь/
- Тараджи П. Хенсон /Суета и движение/
- Нелли /Всё или ничего/
- Дженнифер Карпентер /Шесть демонов Эмили Роуз/
- Романи Малко /40-летний девственник/

### Лучшая комедийная роль
- Стив Карелл /40-летний девственник/
- Винс Вон /Незваные гости/
- Адам Сэндлер /Всё или ничего/
- Оуэн Уилсон /Незваные гости/
- Тайлер Перри /Воссоединение семьи Мэдеи/

### Лучший злодей
- Хейден Кристенсен /Звёздные войны. Эпизод III: Месть ситхов/
- Рэйф Файнс /Гарри Поттер и Кубок огня/
- Тобин Белл /Пила 2/
- Тильда Свинтон /Хроники Нарнии: Лев, колдунья и волшебный шкаф/
- Киллиан Мёрфи /Бэтмэн: Начало/

### Лучший поцелуй
- Хит Леджер и Джейк Джилленхол /Горбатая гора/
- Брэд Питт и Анджелина Джоли /Мистер и миссис Смит/
- Терренс Дэшон Ховард и Тараджи П. Хенсон /Суета и движение/
- Розарио Доусон и Клайв Оуэн /Город грехов/
- Анна Фэрис и Крис Маркетт /Просто друзья/

### Лучшая драка
- Мистер и миссис Смит /Mr. & Mrs. Smith/
- Звёздные войны: Эпизод III — Месть ситхов /Star Wars: Episode III — Revenge of the Sith/
- Разборки в стиле Кунг-фу /Kung Fu/
- Кинг Конг /King Kong/

### Лучшая актёрская команда
- Винс Вон и Оуэн Уилсон /Незваные гости/
- Джессика Альба, Майкл Чиклис, Крис Эванс и Йоан Гриффит /Фантастическая четверка/
- Шонн Уильям Скотт, Джессика Симпсон, и Джонни Ноксвилл /Придурки из Хаззарда/
- Стив Карелл, Романи Малко, Сет Роген и Пол Радд /40-летний девственник/
- Дэниел Рэдклифф, Эмма Уотсон, и Руперт Гринт / Гарри Поттер и Кубок огня/